# 229762 Gǃkúnǁʼhòmdímà
Gǃkúnǁʼhòmdímà (denominazione completa 229762 Gǃkúnǁʼhòmdímà, designazione provvisoria 2007 UK126; pron. juǀ'hoan:  /ᶢᵏǃ͡χʼṹ ᵑ̊ǁʰòmdí mà/ • ) è un oggetto transnettuniano del disco diffuso. Scoperto nel 2007, presenta un'orbita caratterizzata da un semiasse maggiore pari a 72,7169403 au e da un'eccentricità di 0,4842844, inclinata di 23,37791° rispetto all'eclittica.
Successivamente alla sua individuazione, sono state ritrovate immagini di prescoperta risalenti fino al 1982.

## Caratteristiche
Dallo studio delle occultazioni stellari è stato determinato avere una forma irregolare con un diametro medio di poco superiore ai 600 km. L'irregolarità della forma non ha permesso di determinare con certezza il periodo di rotazione che è per ora stimato tra le 11,05 e le 41 ore.

## Nome
L'asteroide è dedicato all'omonimo personaggio della mitologia dei !Kung, una bella ragazza che può assumere, nei vari miti, le sembianze di un'oritteropa, di pitonessa o di elefantessa punendo i malfattori con aculei, corni e altri parti contundenti di vari animali.
È il primo asteroide la cui denominazione contenga i caratteri ! e ‖, utilizzati per le consonanti clic della lingua juǀ'hoan.

## Satellite
È stata individuata nel 2008 una luna, poi denominata Gǃòʼé ǃHú (/ᶢǃòˀé ǃʰú/ ), avente un diametro di circa 100 km che ruota in circa 11 giorni ad una distanza di poco superiore ai 6000 km dall'oggetto principale.
La luna è dedicata al nome del corno di orice che G!kún‖'hòmdímà usa per difendere i buoni dai cattivi.